# Landbouwmuseum Het Hooivak
Landbouwmuseum Het Hooivak, ook gespeld als Landbouwmuseum 't Hooivak, was van 2002 tot 2021 een museum in Hoorn op het Friese eiland Terschelling voor de geschiedenis van de Terschellinger landbouw in de twintigste eeuw. Het is gevestigd in een boerderij uit 1889. In 2006 werd het museum uitgebreid met een kinderboerderij.

## Inhoud
Het originele interieur is grotendeels bewaard gebleven en in de boerderij worden landbouwwerktuigen en -gereedschap van de oorspronkelijke bewoners en van andere eilanders tentoongesteld. Er zijn wisselende exposities en educatieve activiteiten.